# 田润叶
田润叶是中国小说家路遥著作《平凡的世界》里面的虚构角色，喜欢孙少安，后嫁给李向前为妻，与李向前生有一子。

## 角色经历
田润叶是双水村党支书田福堂的女儿，与孙少安两小无猜，青梅竹马。田润叶的姥爷徐国强为了女婿田福军的前途，强迫田润叶嫁给了徐向前，两人的婚姻刚开始是不幸福的。后徐向前在一次事故中失去了腿，而田润叶也接受现实，意识到了徐向前对自己的好，与徐向前结合生下了一子。